# Land of Light
| Recensione | Giudizio |
| ---------- | -------- |
| AllMusic   | [ 1 ]    |

Land of Light è il sesto album discografico dei The Tannahill Weavers, pubblicato dall'etichetta discografica Green Linnet Records nel 1986.

## Tracce
Brani tradizionali (arrangiamenti: The Tannahill Weavers), eccetto dove indicato.
Lato A
1. Lucy Cassidy / The Bletherskate / The Smith of Chilliechassie – 3:27 (Iain MacInnes (The Bletherskate))
2. The Scottish Settler's Lament – 5:47
3. Donald MacLean's Farewell to Oban / Dunrobin Castle / The Wise Maid / Jain's Jig – 4:04
4. The Rovin' Heilandman – 2:58
5. The Yellow Haired Laddie / Dream Angus – 4:50 (Ross Kennedy (The Yellow Haired Laddie))

Lato B
1. Land of Light – 1:34 (Roy Gullane)
2. The Queen Amang the Heather / Mairi Anne MacInnes – 3:41
3. Bustles and Bonnets – 5:32 (Roy Gullane)
4. The American Stranger – 3:06
5. Conon Bridge / MacBeth's Strathspey / Major David Manson / Mrs. MacPherson of Inveran – 4:12

## Musicisti
- Roy Gullane - chitarra, mandolino, banjo tenore, voce
- Phil Smillie - flauto, whistles, pan pipes, voce
- Iain MacInnes - war pipes, G Scottish small pipes, B Scottish small pipes, whistles, voce
- Ross Kennedy - bouzouki, fiddle, basso a pedaliera, voce

Musicista aggiunto
- Dougie MacLean - fiddle (brani: Bustles and Bonnets, The American Stranger, Conon Bridge, Donald MacLean's Farewell to Oban e The Scottish Settler's Lament)

Note aggiuntive
- The Tannahill Weavers - produttori, arrangiamenti
- Registrazioni effettuate al Castle Sound Studios ed al The Old School di Mid-Lothian, Scozia tra il dicembre 1985 ed il gennaio 1986
- Malcolm (Calum Malcolm) - ingegnere delle registrazioni (Castle Sound Studios)
- Willy Matthews - illustrazione copertina album e design[2]